# Kolding IF Håndbold
Il KIF Håndbold Elite A/S è una squadra di pallamano maschile danese con sede a Kolding.

È stata fondata nel 1941.

## Palmarès

### Titoli nazionali
- Campionato danese: 12
  - 1986-87, 1987-88, 1989-90, 1990-91, 1992-93, 1993-94, 2000-01, 2001-02, 2002-03, 2004-05
  - 2005-06, 2008-09.
- Coppa di Danimarca: 7
  - 1989-90, 1993-94, 1998-99, 2001-02, 2004-05, 2006-07, 2007-08.